# Ян Сюли
Ян Сюли́ (кит. упр. 杨秀丽, пиньинь Yáng Xiùlì; род. 1 сентября 1983, Фусинь, Ляонин) — китайская дзюдоистка, член национальной сборной Китая. Чемпионка Олимпийских игр 2008 года в Пекине. Бронзовый призёр Азиатских игр 2006 года и чемпионата мира 2010 года. Выступает в весовой категории до 78 кг.